# Антанелис, Кястутис
Кястутис Антанелис (лит. Kęstutis Antanėlis, 28 марта 1951, Вильнюс — 12 октября 2020, Вильнюс) — литовский композитор, архитектор, художник.

## Биография
Окончил Вильнюсский инженерно-строительный институт (1975), а в 1990 — Вильнюсскую художественную академию. Проектировал здания, интерьеры (Зал грамот Сейма Литовской Республики, 1995), мебель.
В 1967 году создал рок-группу «Antanėliai» и руководил ею (группа работала до 1981 года). 25 декабря 1971 года поставил в Вильнюсе (впервые в Европе) рок-оперу Эндрю Ллойда Уэббера и Тима Райса «Иисус Христос — суперзвезда».
Автор около 200 песен (автор текстов многих из них) и около 80 инструментальных пьес, а также рок-опер «Любовь и смерть в Вероне» по Уильяму Шекспиру («Ромео и Джульетта», либретто Сигитаса Гяды) и «Пер Гюнт» (в соавт. с А. Навакасом).

## Фонотека
Рок-опера «Любовь и смерть в Вероне» [Звукозапись] : по мотивам трагедии В. Шекспира «Ромео и Джульетта» / либретто и текст С. Гяды; исполн.: Арт. Гос. молодеж. театра Лит. ССР; Хор и орк. дир. А. Навакас. — Москва : Мелодия, 1984 (Рига : З-д грп.). — 2 грп. [ГОСТ 5289-80] : 33 об/мин, стерео